# Inna Souslina
Pour les articles homonymes, voir Sousline.
Inna Evguenievna Souslina (russe : Инна Евгеньевна Суслина), née le 5 janvier 1979 à Tachkent, est une handballeuse russe, évoluant au poste de gardienne de but.
Elle est notamment triple Championne du monde avec la Russie.

## Palmarès

### Club
compétitions internationales
- Coupe des vainqueurs de coupe (C2) (1) : 2002
- Finaliste de la Ligue des champions (C1) (1) : 2017
  - 3e place en 2014, 2015, 2016

compétitions nationales
- Vainqueur du Championnat de Russie (3) : 2002, 2003 et 2004 avec HC Lada Togliatti
  - Vice-championne de Russie en 2009 et 2010 avec Zvezda Zvenigorod
- Vainqueur de la Coupe de Russie (3) : 2009, 2010, 2012
- Vainqueur du Championnat du Danemark (1) : 2007
  - Vice-championne du Danemark en 2006
- Vainqueur de la Coupe du Danemark (1) : 2005
- Vainqueur du Championnat de Macédoine (5) : 2013, 2014, 2015, 2016, 2017 et 2018
- Vainqueur de la Coupe de Macédoine (4) : 2014, 2015, 2016, 2017 et 2018

### Sélection nationale
Jeux olympiques
- Médaille d'argent aux Jeux olympiques de 2008 à Pékin,  Chine

Championnats du monde
- Médaille d'or du Championnat du monde 2001, en  Italie
- Médaille d'or du Championnat du monde 2007, en  France
- Médaille d'or du Championnat du monde 2009, en  Chine

Championnat d'Europe
- Médaille d'argent du Championnat d'Europe 2006,  Suède
- Médaille de bronze du Championnat d'Europe 2000,  Roumanie
- Médaille de bronze du Championnat d'Europe 2008,  Macédoine

### Distinction personnelle
- Meilleure gardienne (équipe-type et statistiques) du Championnat d'Europe 2006
- Meilleure gardienne (équipe-type) du Championnat du monde 2009